# Ойльгем
Ойльгем (нем. Eulgem) — община в Германии, в земле Рейнланд-Пфальц. 
Входит в состав района Кохем-Целль. Подчиняется управлению Кайзерзеш.  Население составляет 221 человек (на 31 декабря 2010 года). Занимает площадь 3,01 км².